# 裴栻
裴栻（越南语：／；1859年—1915年），越南阮朝進士。

## 生平
裴栻是河南省里仁府青廉縣米場總珠球社（今屬河南省府里市）人，刑部參知裴文桂之子，輔政大臣裴殷年之侄，嗣德十二年（1859年）出生。同慶元年（1886年），裴栻参加河南場鄉試，考中舉人。成泰十年（1898年），裴栻會試中格，庭試考中第三甲同進士出身。裴栻沒有出仕做官，而是返鄉專心著述授徒。
維新九年（1915年），裴栻在家鄉去世，壽五十七歲。

## 作品
裴栻著有《北圻江山古跡名勝備考》等。

## 子女
子裴杞是維新四年副榜，裴榿、裴樑均是舉人，一個女兒嫁給陳仲金為妻。